# 3070 Aitken
3070 Aitken este un asteroid din centura principală, descoperit pe 4 aprilie 1949 de Goethe Link Obs..